# Mike Zonneveld
Mike Zonneveld (ur. 27 października 1980 w Lejdzie) – holenderski piłkarz grający na pozycji obrońcy.
Karierę zaczynał w Ajaksie Amsterdam. Nie wystąpił jednak w żadnym oficjalnym meczu, i w 1999 roku przeszedł do Go Ahead Eagles. W klubie tym spędził jeden sezon, po czym przeniósł się do NEC Nijmegen. Regularnie występował w pierwszej drużynie, podczas czterech lat gry w zespole zaliczył 74 występy. W 2004 roku podpisał kontrakt z NAC Breda, gdzie również często pojawiał się na boisku. Trzy lata później związał się 4-letnią umową z PSV Eindhoven. W 2009 roku wypożyczono go do FC Groningen. W 2010 roku przeszedł do AEL Limassol. W latach 2011–2013 grał w NAC Breda, w którym zakończył karierę.